# Corypha (fåglar)
Corypha är ett släkte i familjen lärkor inom ordningen tättingar. Arterna förekommer i Afrika söder om Sahara. Släktet omfattar följande arter (efter artindelning av Alström): 
- Höglandslärka (C. kurrae) – tidigare del av africana
- Klapplärka (C. apiata)
- Kastanjettlärka (C. fasciolata)
- Slättlärka (C. kabalii) – tidigare del av africana
- Platålärka (C. nigrescens) – tidigare del av africana
- Savannlärka (C. africana) – syn. rödnackad lärka
- Vaktlärka (C. athi) – tidigare del av africana
- Somalialärka (C. somalica) – inkluderar "uarsheklärka"
- Storlärka (C. hypermetra) – syn. rostvingad lärka
- Silolärka (C. sharpii) – tidigare del av africana
- Kidepolärka (C. kidepoensis) – tidigare del av hypermetra

Tidigare inkluderades de i Mirafra, men genetiska studier från 2023 visar att det släktet kan delas upp i fyra klader som är förhållandevis gamla, äldre än flera andra släkten i familjen. Författarna rekommenderar därför att Mirafra delas upp i flera släkten, däribland Corypha. Denna linje följs här.